# Carbon Brief
Carbon Brief est un site web d'information britannique consacré au changement climatique, aux enjeux énergétiques et aux politiques publiques liées à ces sujets. Fondé en 2011 et dirigé par Leo Hickman (ancien journaliste au Guardian), il est financé par la Fondation européenne pour le climat,.